# Balkány városrészei

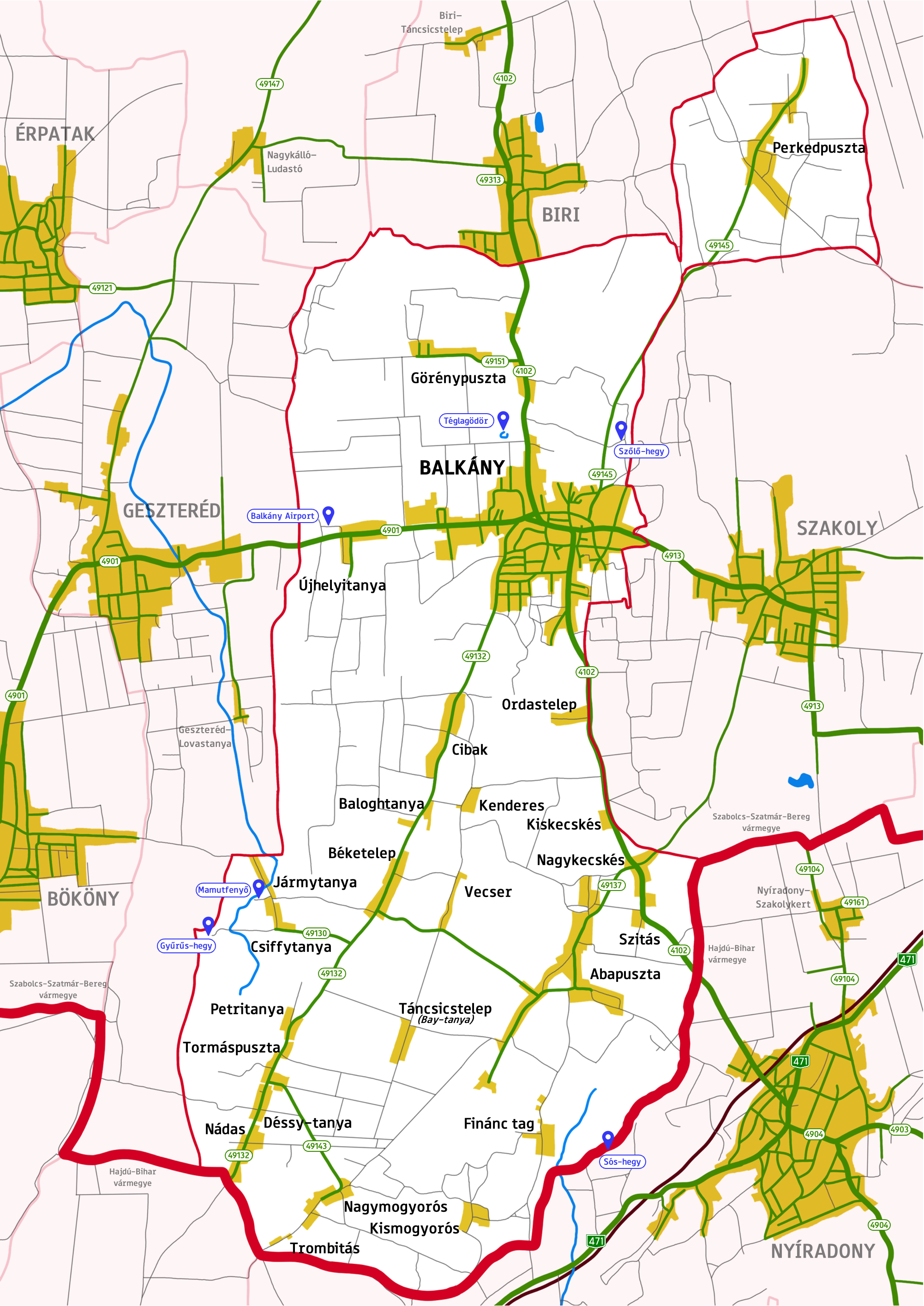
Balkány városrészei térképen

Balkánynak huszonnégy városrésze van. Mindegyik Szabolcs-Szatmár-Bereg vármegye Nagykállói járásában található. A tanyának nevezett településrészek irányítószáma Balkányéval azonos, 4233. A telefonos körzethívószámuk kivétel nélkül mindegyiknek 42. Balkány teljes lakosságának az egynegyede él a kiterjedt tanyavilágban. Balkányhoz tartozik Abapuszta, Baloghtanya, Béketelep, Cibak, Csiffytanya, Déssytanya, Finánc tag, Görénypuszta, Jármytanya, Kenderes, Kiskecskés, Kismogyorós, Nádas, Nagykecskés, Nagymogyorós, Ordastelep, Perkedpuszta, Petritanya, Szitás, Táncsicstelep, Tormáspuszta, Trombitás, Újhelyitanya és Vecser.

## Demográfiai adatok
Az alábbi táblázatban látható, hogyan alakult Balkány városrészeinek a lakossága:
| \| Külterület neve (Korábbi neve) \| Lakosok száma \| Lakosok száma \| Lakosok száma \| Lakosok száma \| \| Külterület neve (Korábbi neve) \| 1949 \| 2001 \| 2011 \| 2022 \| \| ----------------------------------- \| ------------- \| ------------------ \| ------------------ \| ------------------ \| \| Abapuszta \| 43 \| 345 \| 290 \| 287 \| \| Baloghtanya \| 91 \| 22 \| 14 \| 12 \| \| Béketelep (Koczoghtanya) \| 188 \| 157 \| 120 \| 126 \| \| Cibak \| 202 \| 231 \| 189 \| 181 \| \| Csiffytanya \| 181 \| 34 \| 27 \| 15 \| \| Déssy-tanya \| 25 \| 134 \| 125 \| 110 \| \| Finánc tag (Felszabadulás-telep) \| 139 \| 44 \| 31 \| 16 \| \| Görénypuszta \| 347 \| 169 \| 173 \| 141 \| \| Görénypuszta iskolai körzet \| 57 \| Görénypuszta része \| Görénypuszta része \| Görénypuszta része \| \| Homoktanya \| 21 \| Megszűnt \| Megszűnt \| Megszűnt \| \| Huszákrész \| 50 \| Megszűnt \| Megszűnt \| Megszűnt \| \| Jármy tanya (Jármynagytanya) \| 106 \| 43 \| 33 \| 23 \| \| Katonatag \| 44 \| Balkány része \| Balkány része \| Balkány része \| \| Kéményhegy \| 25 \| Megszűnt \| Megszűnt \| Megszűnt \| \| Kenderes \| Nem létezett \| 15 \| 9 \| 5 \| \| Kiskecskés \| 120 \| 32 \| 27 \| 15 \| \| Kismogyorós \| 115 \| 26 \| 15 \| 14 \| \| Megyerytanya \| 127 \| Abapuszta része \| Abapuszta része \| Abapuszta része \| \| Nádas (Nádaspuszta) \| 134 \| 74 \| 55 \| 52 \| \| Nagykecskés \| 100 \| 70 \| 40 \| 42 \| \| Nagymogyorós \| 160 \| 74 \| 67 \| 54 \| \| Ótelek \| 146 \| Megszűnt \| Megszűnt \| Megszűnt \| \| Ordastelep \| Nem létezett \| 28 \| 30 \| 24 \| \| Perkedpuszta \| 529 \| 318 \| 263 \| 299 \| \| Petritanya \| 80 \| 49 \| 50 \| 44 \| \| Rekettyés \| 66 \| Abapuszta része \| Abapuszta része \| Abapuszta része \| \| Sulyok \| 7 \| Tormáspuszta része \| Tormáspuszta része \| Tormáspuszta része \| \| Szitás \| 44 \| 16 \| 14 \| 8 \| \| Táncsicstelep (Bay-tanya) \| 176 \| 39 \| 30 \| 11 \| \| Tormáspuszta (Tormástanya) \| 201 \| 62 \| 59 \| 51 \| \| Trombitás \| 68 \| 6 \| 8 \| 2 \| \| Újhelyitanya (Geszterédi úti újsor) \| 287 \| 166 \| 131 \| 129 \| \| Vecser \| 88 \| 32 \| 33 \| 27 \| \| Összesen: \| 3967 \| 2186 \| 1833 \| 1688 \| |               |                    |                    |                    |
| Külterület neve (Korábbi neve) | Lakosok száma | Lakosok száma      | Lakosok száma      | Lakosok száma      |
| Külterület neve (Korábbi neve) | 1949          | 2001               | 2011               | 2022               |
| Abapuszta | 43            | 345                | 290                | 287                |
| Baloghtanya | 91            | 22                 | 14                 | 12                 |
| Béketelep (Koczoghtanya) | 188           | 157                | 120                | 126                |
| Cibak | 202           | 231                | 189                | 181                |
| Csiffytanya | 181           | 34                 | 27                 | 15                 |
| Déssy-tanya | 25            | 134                | 125                | 110                |
| Finánc tag (Felszabadulás-telep) | 139           | 44                 | 31                 | 16                 |
| Görénypuszta | 347           | 169                | 173                | 141                |
| Görénypuszta iskolai körzet | 57            | Görénypuszta része | Görénypuszta része | Görénypuszta része |
| Homoktanya | 21            | Megszűnt           | Megszűnt           | Megszűnt           |
| Huszákrész | 50            | Megszűnt           | Megszűnt           | Megszűnt           |
| Jármy tanya (Jármynagytanya) | 106           | 43                 | 33                 | 23                 |
| Katonatag | 44            | Balkány része      | Balkány része      | Balkány része      |
| Kéményhegy | 25            | Megszűnt           | Megszűnt           | Megszűnt           |
| Kenderes | Nem létezett  | 15                 | 9                  | 5                  |
| Kiskecskés | 120           | 32                 | 27                 | 15                 |
| Kismogyorós | 115           | 26                 | 15                 | 14                 |
| Megyerytanya | 127           | Abapuszta része    | Abapuszta része    | Abapuszta része    |
| Nádas (Nádaspuszta) | 134           | 74                 | 55                 | 52                 |
| Nagykecskés | 100           | 70                 | 40                 | 42                 |
| Nagymogyorós | 160           | 74                 | 67                 | 54                 |
| Ótelek | 146           | Megszűnt           | Megszűnt           | Megszűnt           |
| Ordastelep | Nem létezett  | 28                 | 30                 | 24                 |
| Perkedpuszta | 529           | 318                | 263                | 299                |
| Petritanya | 80            | 49                 | 50                 | 44                 |
| Rekettyés | 66            | Abapuszta része    | Abapuszta része    | Abapuszta része    |
| Sulyok | 7             | Tormáspuszta része | Tormáspuszta része | Tormáspuszta része |
| Szitás | 44            | 16                 | 14                 | 8                  |
| Táncsicstelep (Bay-tanya) | 176           | 39                 | 30                 | 11                 |
| Tormáspuszta (Tormástanya) | 201           | 62                 | 59                 | 51                 |
| Trombitás | 68            | 6                  | 8                  | 2                  |
| Újhelyitanya (Geszterédi úti újsor) | 287           | 166                | 131                | 129                |
| Vecser | 88            | 32                 | 33                 | 27                 |
| Összesen: | 3967          | 2186               | 1833               | 1688               |

## Tanyák Balkánytól északra és nyugatra, vagyis az 1. számú körzet

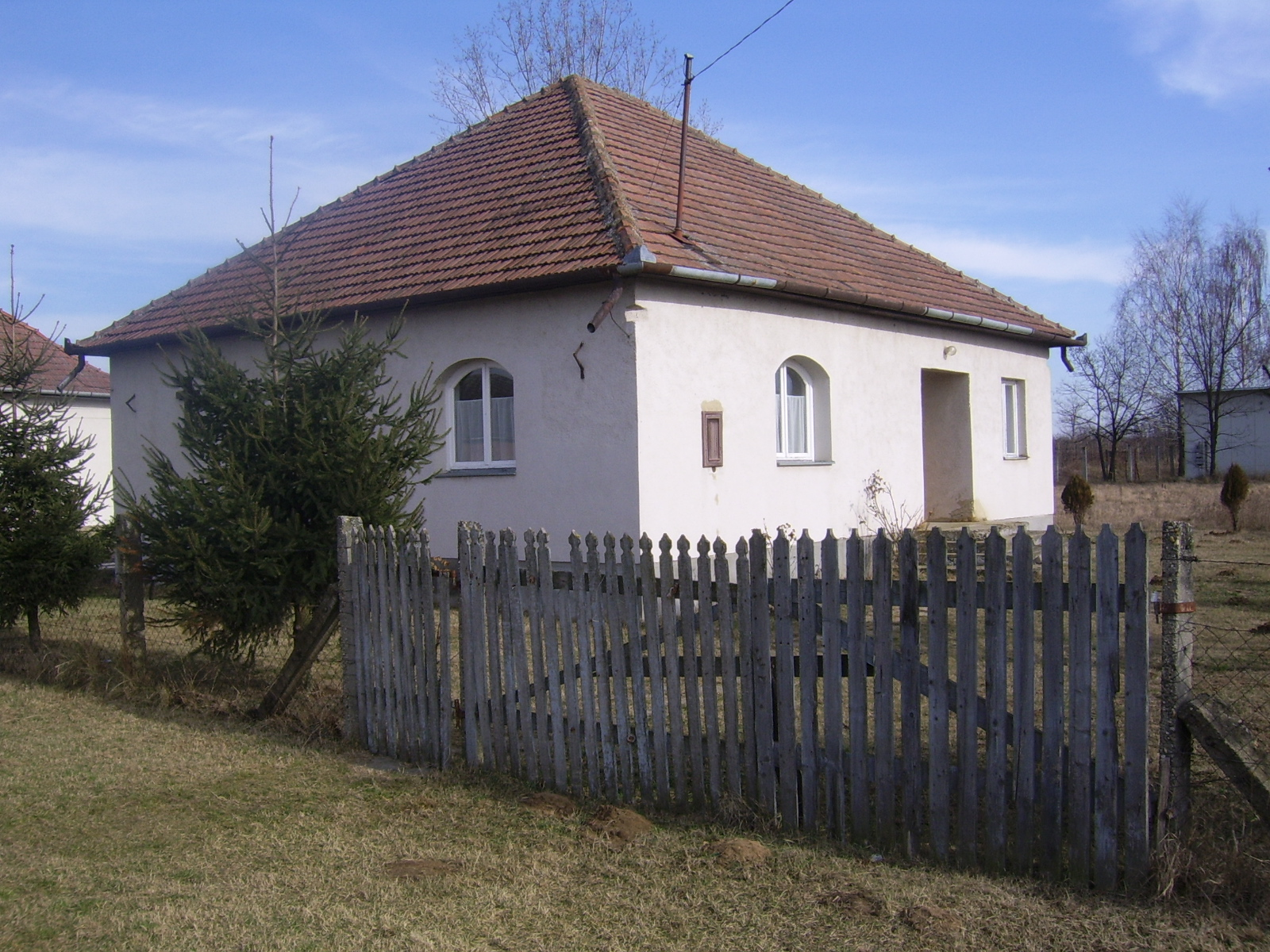
Ökumenikus imaház Perkedpusztán

Görénypuszta
Görénypuszta 3 km-re Balkány központjától északra helyezkedik el. Helyén – az egykori feljegyzések szerint – a 14. században még falu állt. 1329-ben említik nevét először az oklevelek, Guryn néven, ekkor már lakott helyként tüntették fel. 1367-ben és még 1374-ben is Ónodi Czudar Péter és a Kállay család tagjainak közös birtoka volt. 1415-ben a Czudar család volt a település földesura, s egy része övék még a század közepén is. Az 1400-as évek vége felé azonban már csak mint puszta van említve, s ekkortól sorsa már Balkányéval azonos. 1578-ban a törökök el akarták foglalni a nagykállói várat. A csata küzdőterének Görénypusztát választották.
Budalapos
Budalapos Görénypuszta szórványa, a 4102-es közúton. Balkány központjától 3, Nagykállótól 11, Biritől 3, Görénypusztától 1 km-re található. A tanya valójában sosem létezett, csak a szóhasználatban, hiszen közigazgatásilag mindig Görénypusztához tartozott, viszont Balkány és környékén sokan úgy hiszik, hogy a tanya közigazgatásilag önálló.
Perkedpuszta
Perked a központtól 7 km-re északkeletre található, Balkány második legnépesebb tanyája. A Balogsemjén nemzetség birtoka volt. Nevét az oklevelek 1325-ben említik első ízben Terra Perked formában. Ekkor osztozott meg rajta a Balog-Semjén nemzetség semjéni és biri ága, és az osztozkodáskor a Biri család kapta. Biri Mihály magvaszakadtával Perked egy része ismét visszaszállt a rokon semjéni ágra, másik része pedig nőági örökösödés útján a Domahidy család birtokába került. 1446-ban Perkedi Bálint Szabolcs vármegye alispánja volt, ekkor a Taktaközben fekvő Csobaj településen is volt birtoka. Az 1500-as évek közepe táján a Kállay család tagjaival rokon Domahidy család birtoka lett. 1556-ban még viszonylag népes település volt, de pár évtized múltán már csak mint puszta volt jegyezve. Birtokosai ekkor a Kállay és a Jármy családok voltak. Perked birtokosainak, a Kállayaknak és Jármyaknak a szomszédos Abán és Balkányban is voltak birtokaik, így a későbbiekben Perked sorsa is azonos volt velük. Az 1800-as években Perked már népes puszta volt, s a Gencsyek birtokán élénk dohánytermesztés folyt, itt ekkor már 34 dohánykertész és cseléd élt. Az 1800-as években itt a Gencsyek mellett birtokos volt még a Jármy család is.
Újhelyitanya
Újhelyitanya Balkány központjától 3 km-re, Geszterédtől 6 km-re található 124 fős lakosú tanya. A tanya régen az Újhelyi család, Újhelyi Zoltán tulajdona volt. 1945–1995-ig Liszenkótelep volt a neve.
Petőfitelep
Petőfitelep Balkány központjától 3, Geszterédtől 5 kilométerre, Újhelyi tanya közvetlen szomszédságában található. A tanya régen Ujhelyi Zoltán tulajdona volt. 1945–1995 között Liszenkótelep volt a neve. Nevezetessége az Ujhelyi-kastély, melyben a szocializmus évei alatt pálinkafőző üzem működött.

## Tanyák Balkánytól délkeletre, vagyis a 2. számú körzet
Abapuszta

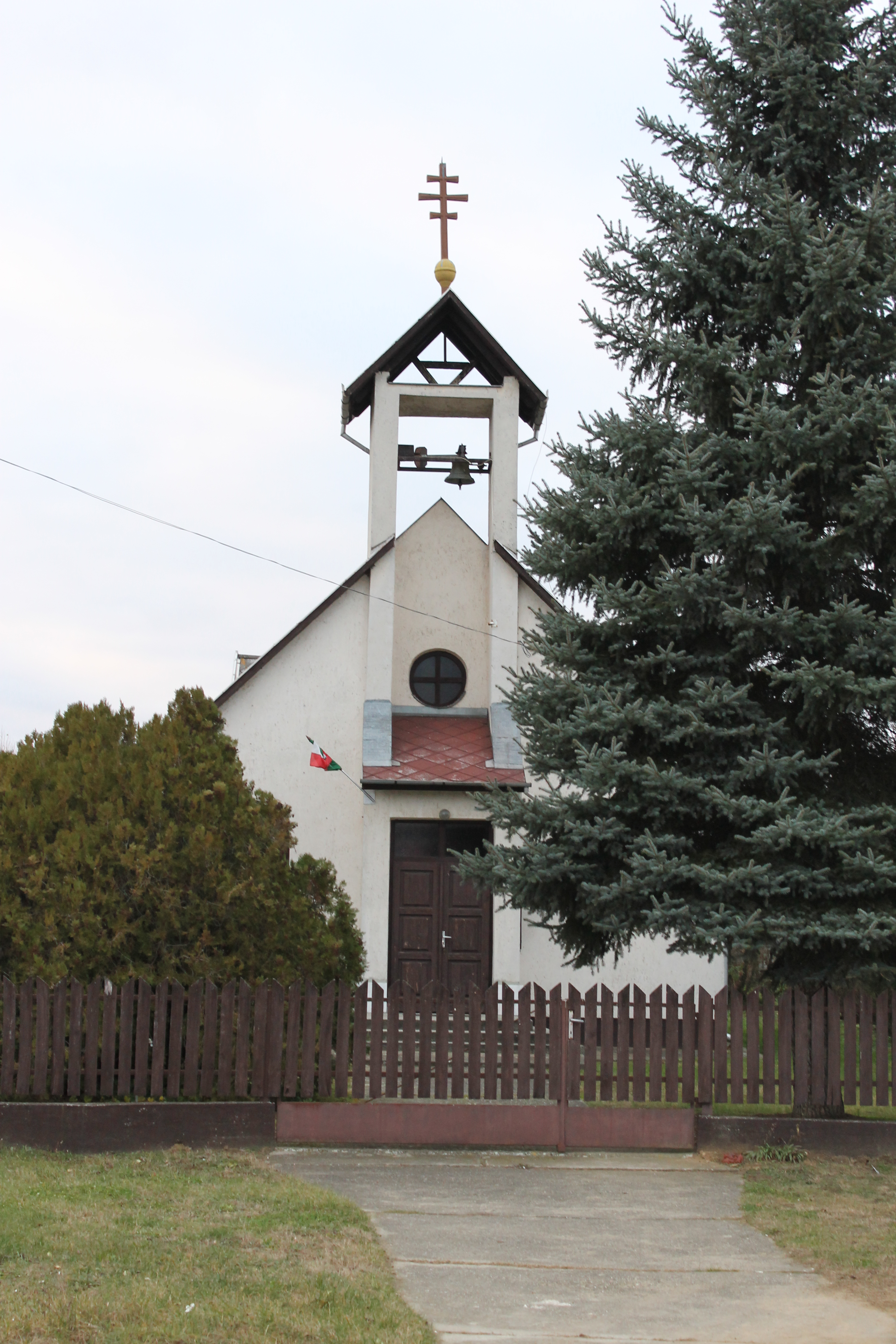
Az abapusztai görögkatolikus templom

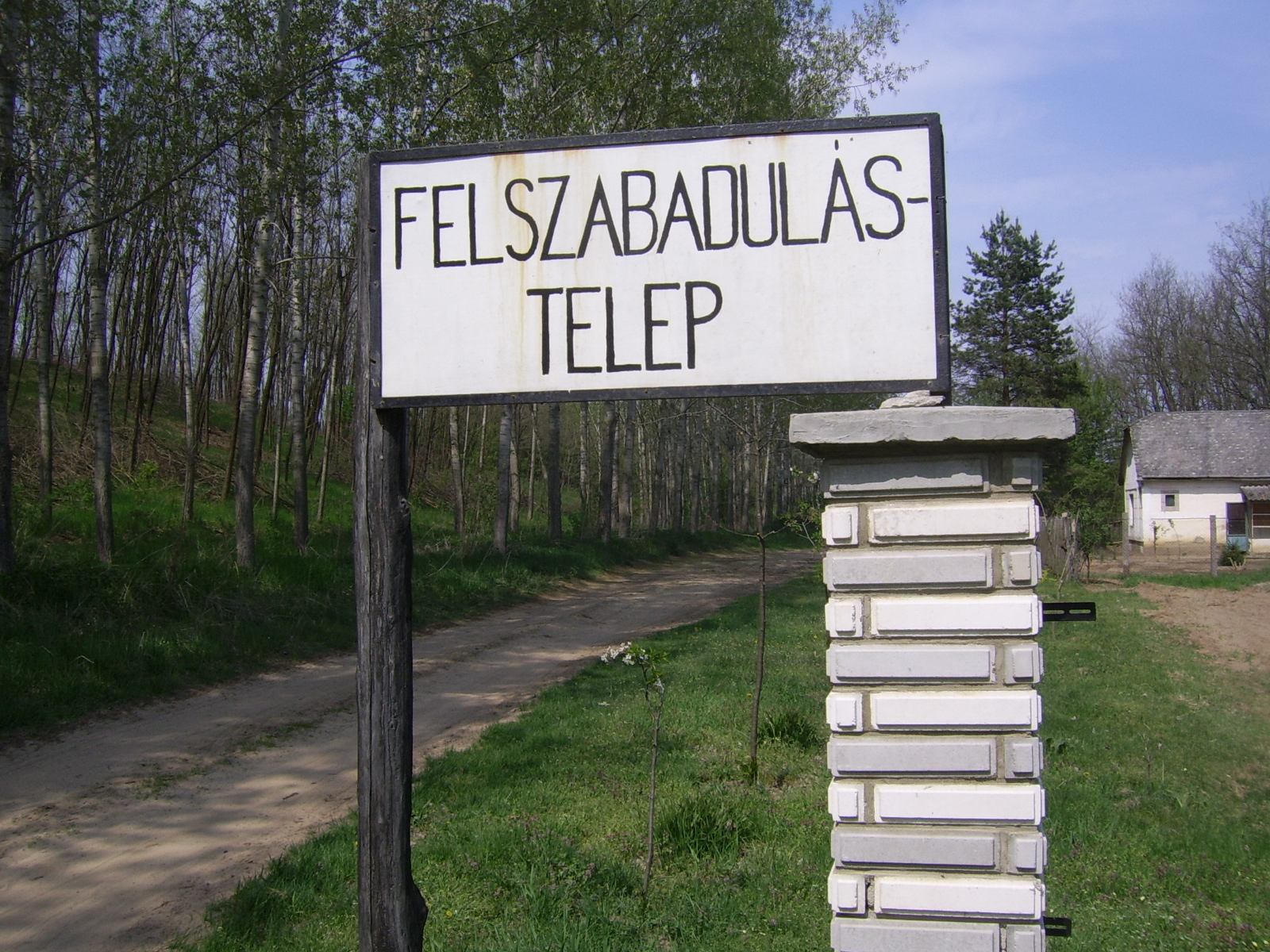
Közúti jelzőtábla Finánc tag elején

Abapuszta a város centrumától délkeletre 9 km-re található. A középkorban község volt, melyről egy 11. századi oklevél is megemlékezik, mely a Forgách család levéltárában található. 1290-ben említik először, ekkor IV. László király, az utód nélkül elhalt June fia Abád birtokát a Kállay család ősének számító Mihály ispán fiainak adományozta. 1448-ban a guthi Országh család volt földesura, a családnak még a 15. században is birtokában volt a település, s az 1500-as évek közepe táján a környék legnépesebb falvai közé számították. Később egy ideig a Petneházy család tagjainak zálogbirtoka volt. A 19. században a Finta, Gencsy, Guthy, Jósa és Jármy családok voltak birtokosai. Az 1900-as évek elején a Jármy család birtoka volt. Később Abapusztát Balkányhoz csatolták. 2022-ben a város második legnépesebb tanyája 287 lakóval.
Finánc tag (Felszabadulástelep) 

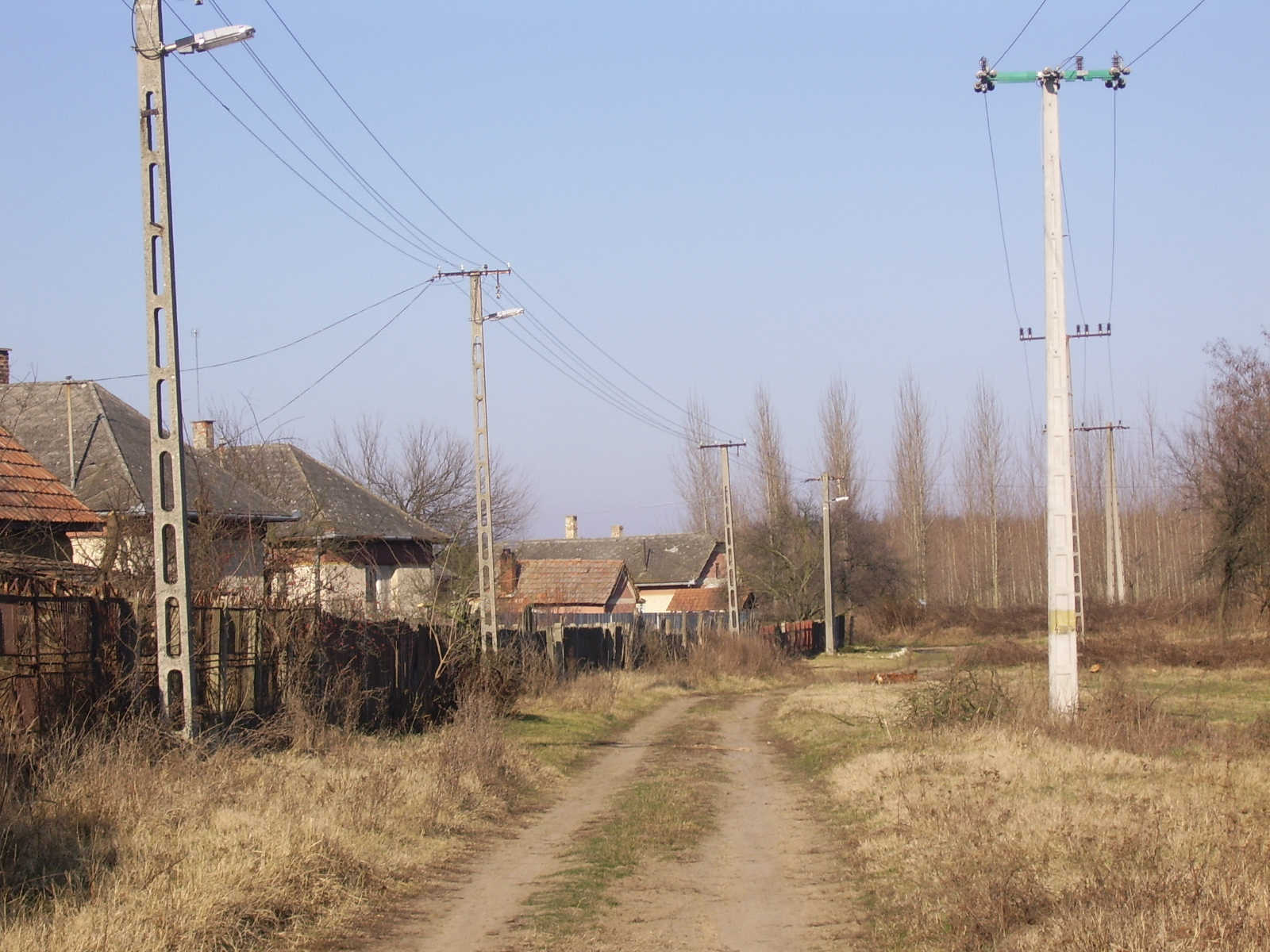
Kismogyorós, egy házsor a tanyán

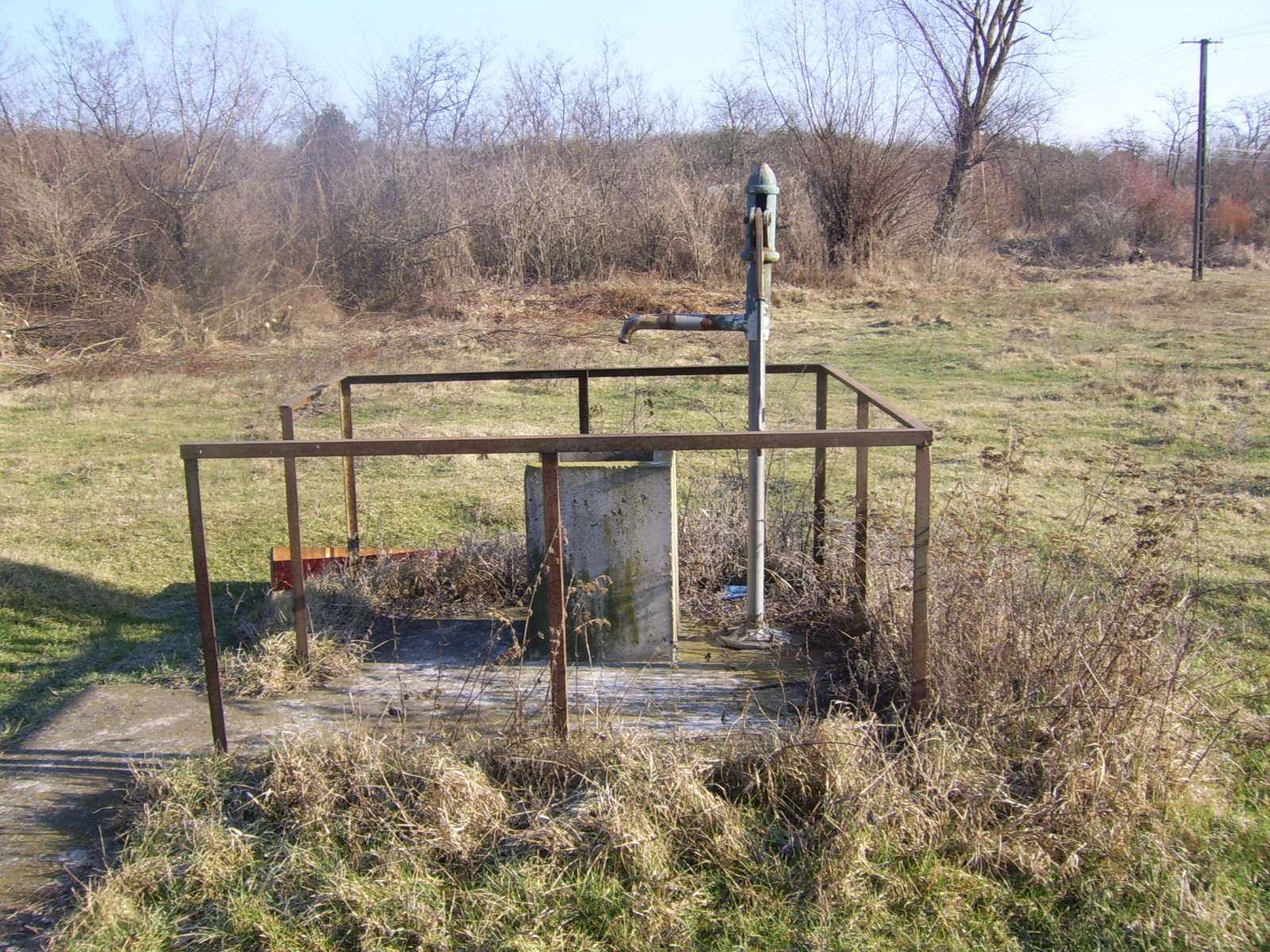
Kismogyorós, a tanya közepén álló kút

Finánc tag (2019-ig Felszabadulástelep) Balkány központjától 11, Abapusztától 3, Kismogyoróstól 5, Nagykállótól 25 km-re található. Csak földúton közelíthető meg. Abapuszta része volt a világháború előtt. Lakossága: 16 fő.
Kiskecskés
Kiskecskés Balkány központjától 5,5, Nagykecskéstől 2, Ordasteleptől 2, Nagykállótól 19 km-re található. Népessége 15 fő.
Régebben 1 km-rel távolabb volt a mostani helyétől, a 112-es vasútvonal mellett. A tanya a 4102-es út mellé került az első világháborút követően, amikor az akkor is csekély létszámú tanya kihalt, a későbbi lakói nem a vasút mellé, hanem a főút mellé települtek. Jelenleg 6 lakóépület található a tanyán, ebből az egyik a rendszerváltás előtt iskolaként üzemelt.
Kismogyorós
Kismogyorós Balkány központjától 12,5, Trombitástól 5, Tormáspusztától 7, Aradványpusztától 2, Nagykállótól 28 km-re. található. Népessége 14 fő.
Nagykecskés

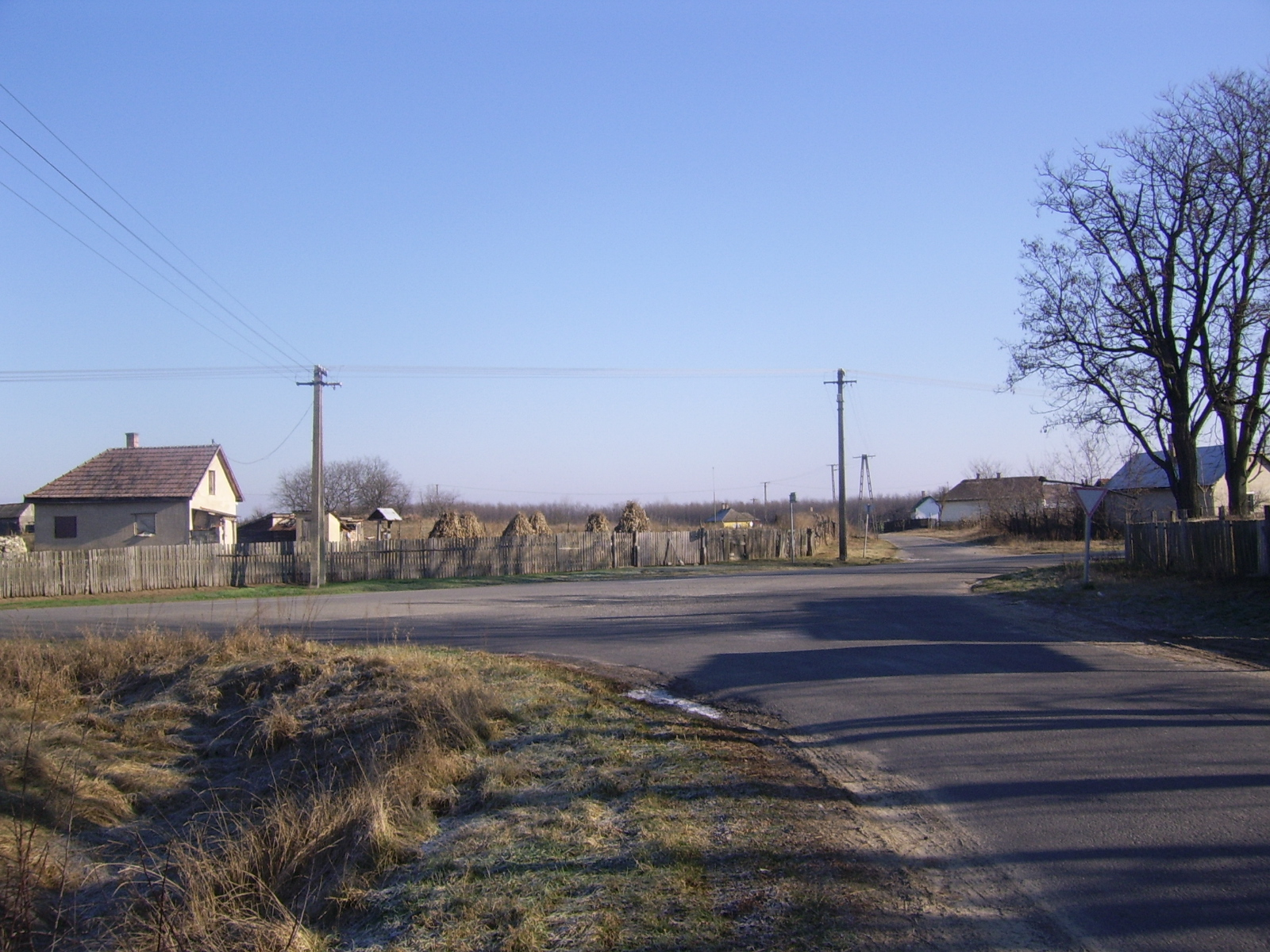
A nagykecskési útelágazás

Kecskés a város centrumjától délkeletre 7 km-re található, az Abapuszta felé vezető út kereszteződésében. Nevével először 1589-ben találkozhatunk a korabeli iratokban. Ekkor a szomszédos Szakoly falu birtokosa, a Szakolyi család pereskedett a Guthy család tagjaival a Kecskés tisztája nevű határrész birtokjogáért.
1618-ban még az adózók között tartották számon: ekkor még egy és negyed porta után fizetett adót, de néhány évtized múltán már mint elnéptelenedett hely van számon tartva.
1720-ban a szomszédos Balkány lakói Szakoly lakosaival együtt területét részben szántóföldnek, részben legelőnek használták, a későbbiekben pedig már mint Balkány része, azzal együtt szerepel.
Az 1848-as jobbágyfelszabaduláskor már mint földesúri majorság és puszta, birtokosai ekkor a Gencsy, Jármy, Guthy, Jósa, és Finta családok voltak.
A Balkány és Szakoly között fekvő település az 1900-as évek elején még Kecskéspusztaként volt ismert. Akkori tulajdonosa Gencsy Margit (Horváth Mihályné) volt.
Az itt álló szép kastélyt még Gencsy Ferenc (1768–1851) tábornok építette a 18. században.
Az épület ebédlőjét még az 1900-as évek elején is azok a festmények díszítették, melyeket a tábornok Lyon városától kapott érdemei elismeréseként.
Ordastelep
Ordastelep (közkeletű nevén: Ordas) Balkány középpontjától 5, Szakolytól 4 km-re (légvonalban), Abapusztától 5, és Nyíradonytól 8, Nagykállótól 19 km-re található 24 lakosú városrész. Látnivalója a víztorony.
Szitás 
Szitás Balkány középpontjától 7,1, Nyíradonytól 4, Nagykecskéstől 1, Nagykállótól 22 km-re található. Népessége 8 fő.

## Tanyák Balkánytól délnyugatra, vagyis a 3. számú körzet
Baloghtanya
Balkány központjától 4, Cibakpusztától 1, Béketeleptől 2, Nagykállótól 17 km-re található. Népessége 12 fő. Nevezetességei:
- A Kenderesre vezető út
- Balkányi gázállomás (a hajdúszoboszlói vezeték)

Táncsicstelep (Bay-tanya)
Béketelep
Cibak
Cibak (más források szerint: Cibakpuszta) 3 km-re Balkány központjától, délre helyezkedik el. Az 1455-ben a szomszédos Szakoly település birtokosának, a Szakolyi családnak volt birtoka. Nevét a Szakolyon birtokos Szakolyi Gáspár unokájáról, Czibak Imréről kapta, aki anyja, Szakolyi Katalin révén kapta örökül a balkányi birtokrészt. Balkány határának e részét róla nevezték el Czibaknak, majd Czibakpusztának. A török időkben a környék majdnem teljesen elpusztult, majd később a Kállay család tagjai szerezték meg Balkánnyal együtt.
Csiffytanya
Déssytanya
Déssytanya (közkeletű nevén Déssy) Balkány központjától 10, Cibakpusztától 8, Béketeleptől 4, Nagykállótól 24 km-re található. A Déssy család birtoka volt évekig. Népessége 110 fő.
Jármytanya
Kenderes 
Kenderes Balkány központjától 4,8, Baloghtanyától 1, Ordasteleptől 5, Ungártól 1 km-re található. Csak földúton közelíthető meg, a Balkány–Cibak–Baloghtanya–Kenderes és a Balkány–Cibak–Kenderes útvonalakon. Lakossága 5 fő. A városrésztől alig 1 km-re helyezkedik el a Kenderes–Ordastelep között húzódó út mellett egy temető.
Nádas 
Nádas (más források szerint: Nádaspuszta) Balkány központjától 9,5, Trombitástól 4, Tormáspusztától 2, Nagykállótól 25 km-re található. Lakossága 52 fő.

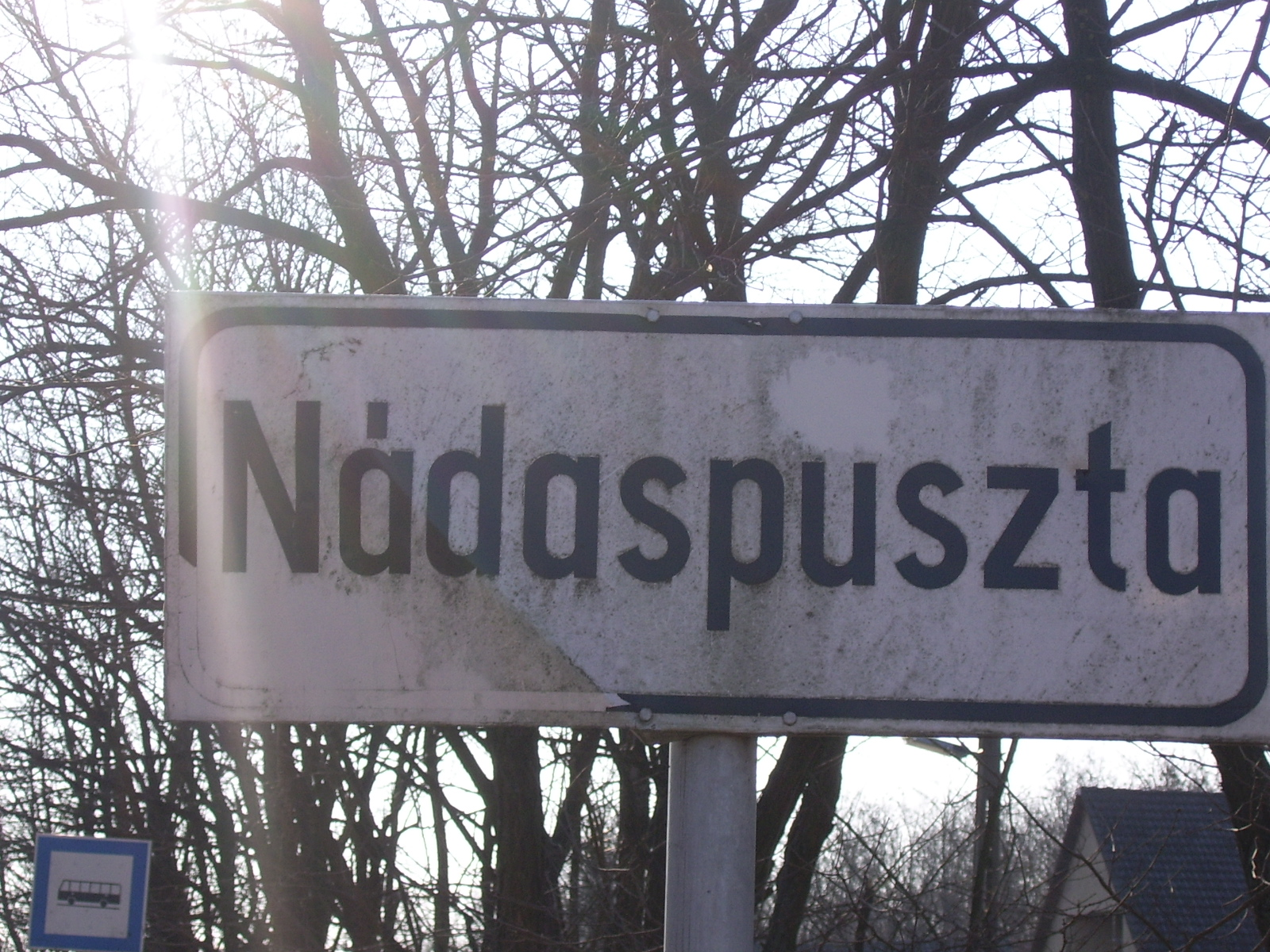
Nádas elejét jelző közúti tábla. Ez tévesen a Tormáspuszta elején található, ezért megtévesztő.
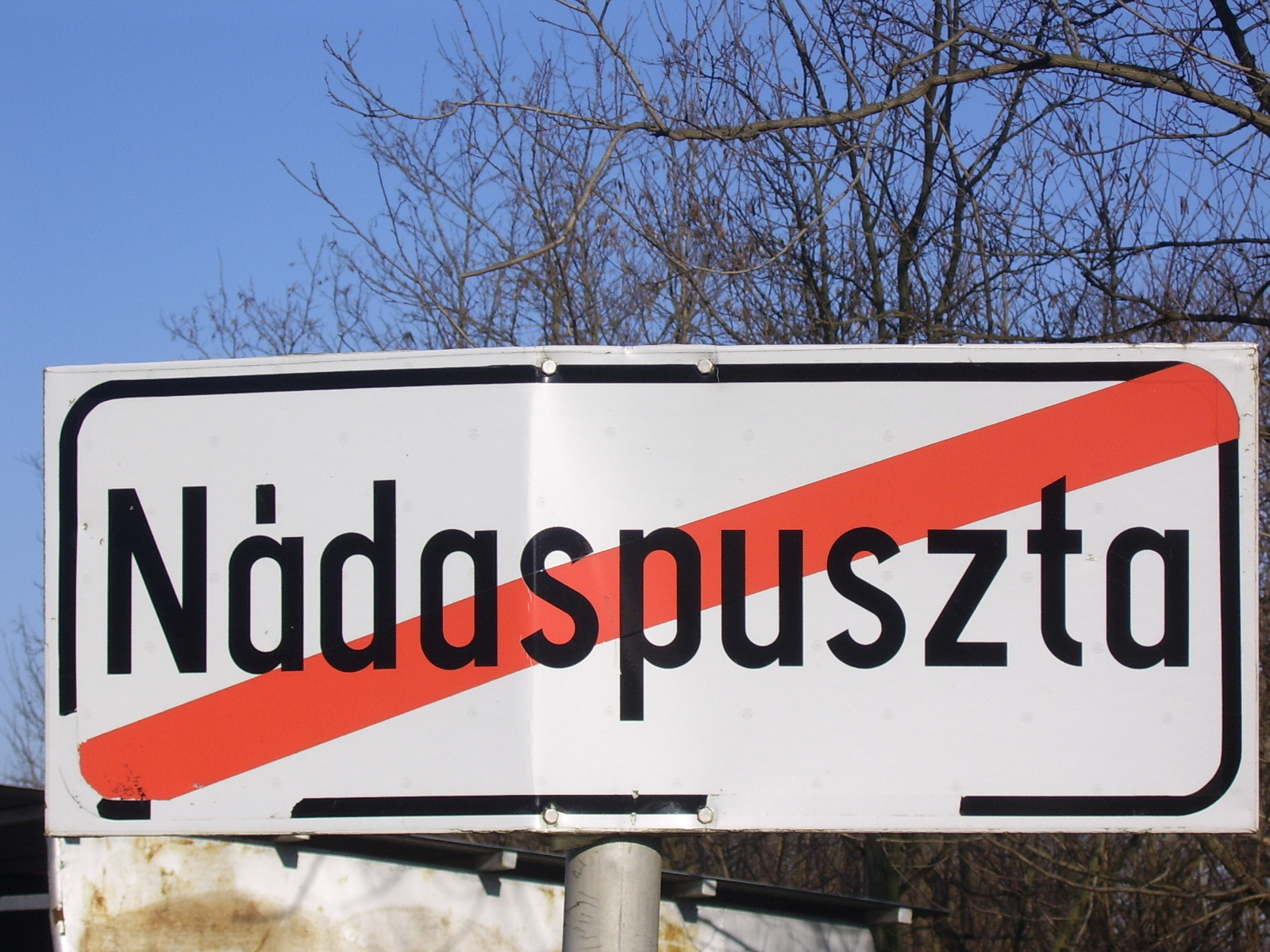
Nádas végét jelző közúti tábla. Ez tévesen a Tormáspuszta végén található, ezért megtévesztő.

Nagymogyorós
Nagymogyorós Balkány központjától 11,5, Trombitástól 2, Tormáspusztától 3, Nagykállótól 26 km-re található. Népessége 54 fő.

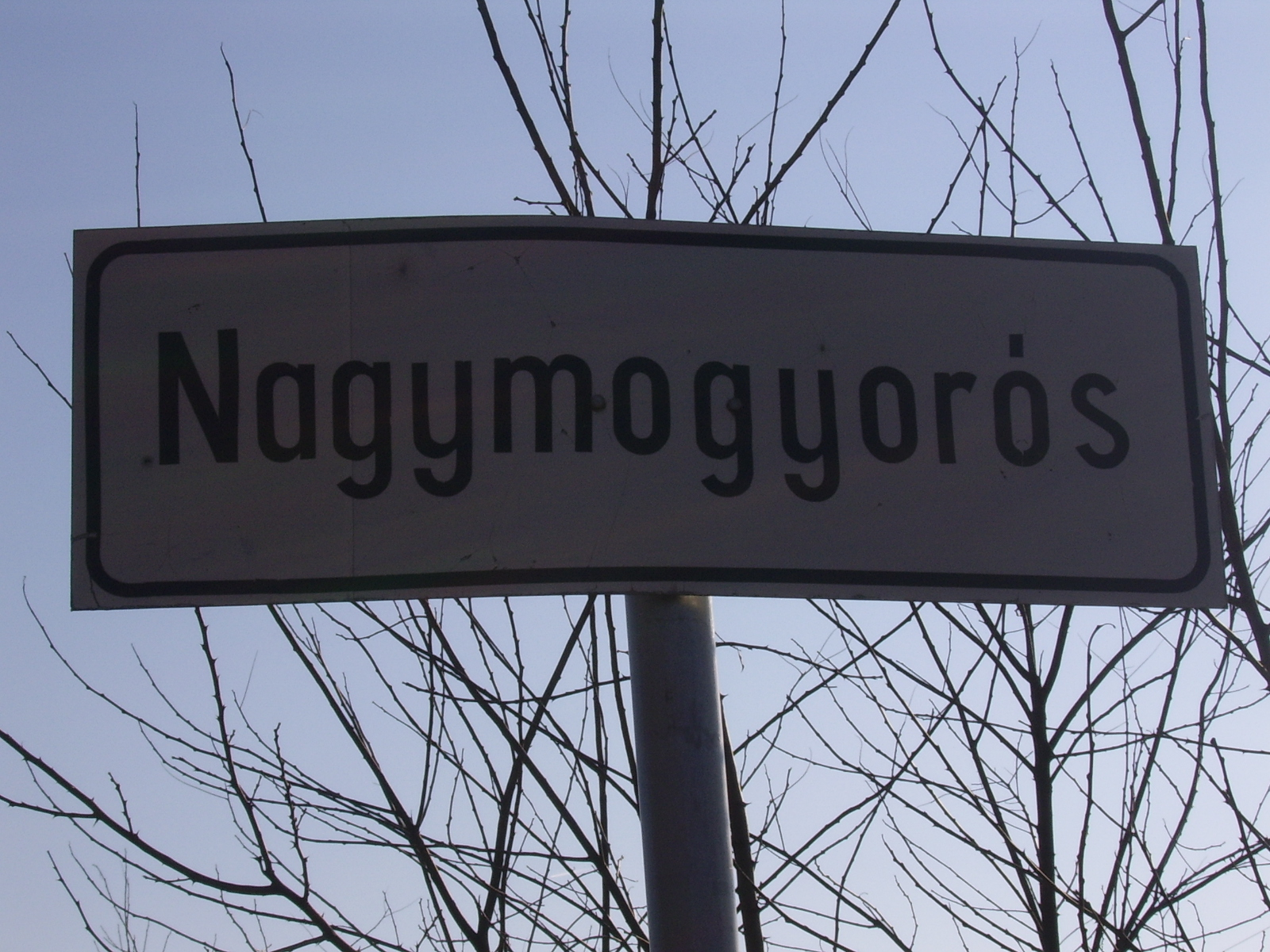
Nagymogyorós
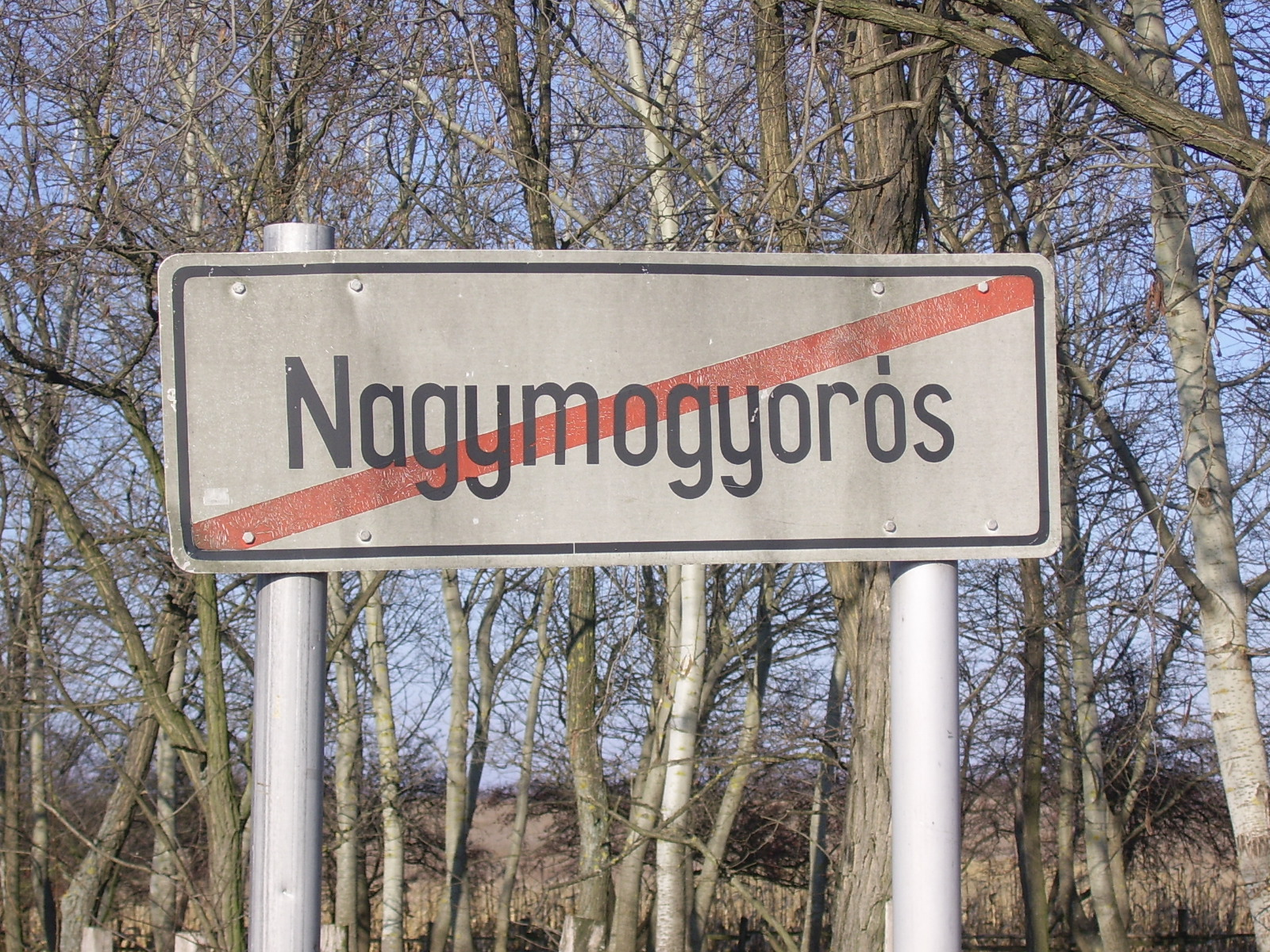
Nagymogyorós vége
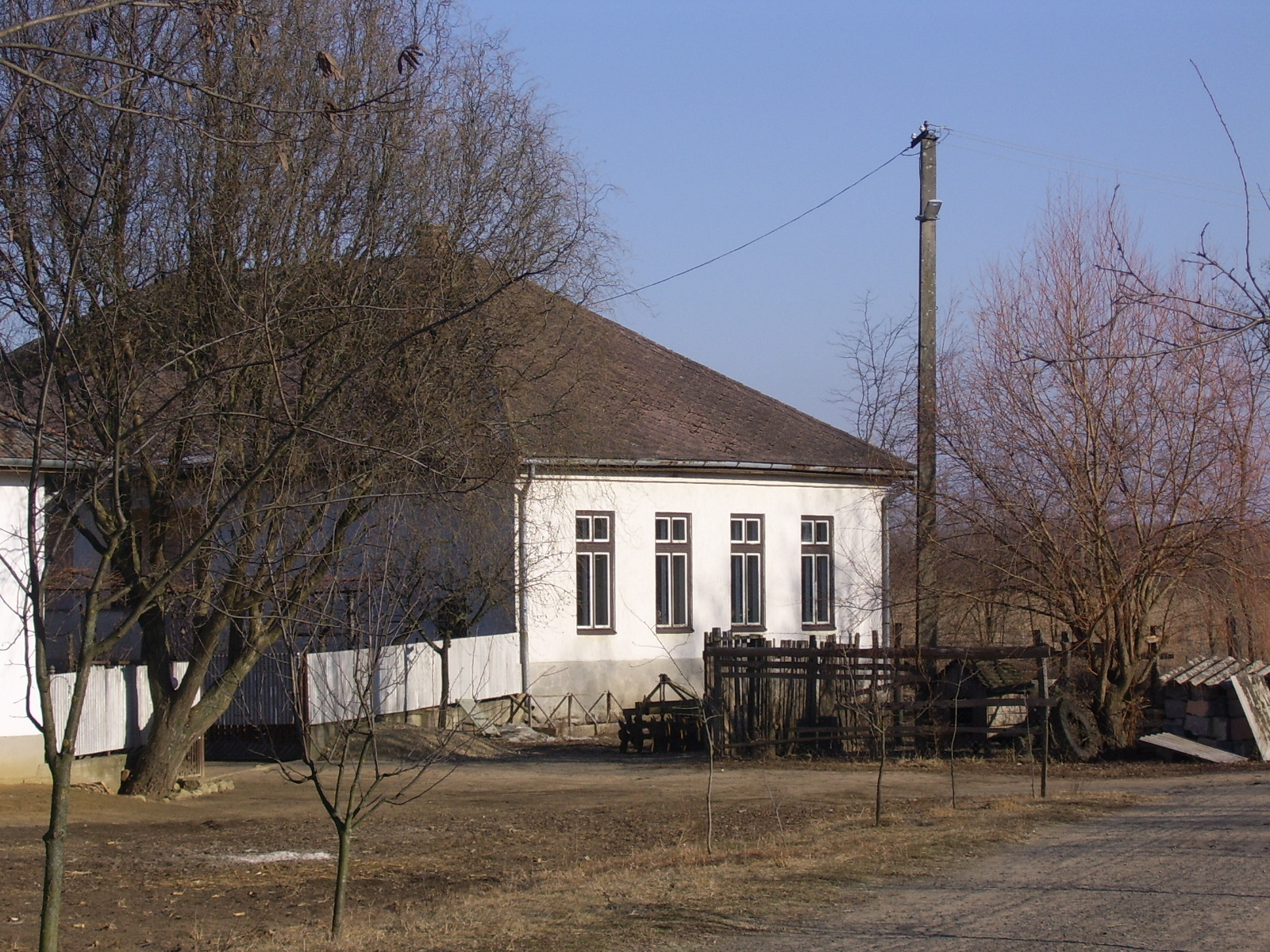
Az egykori iskola épülete
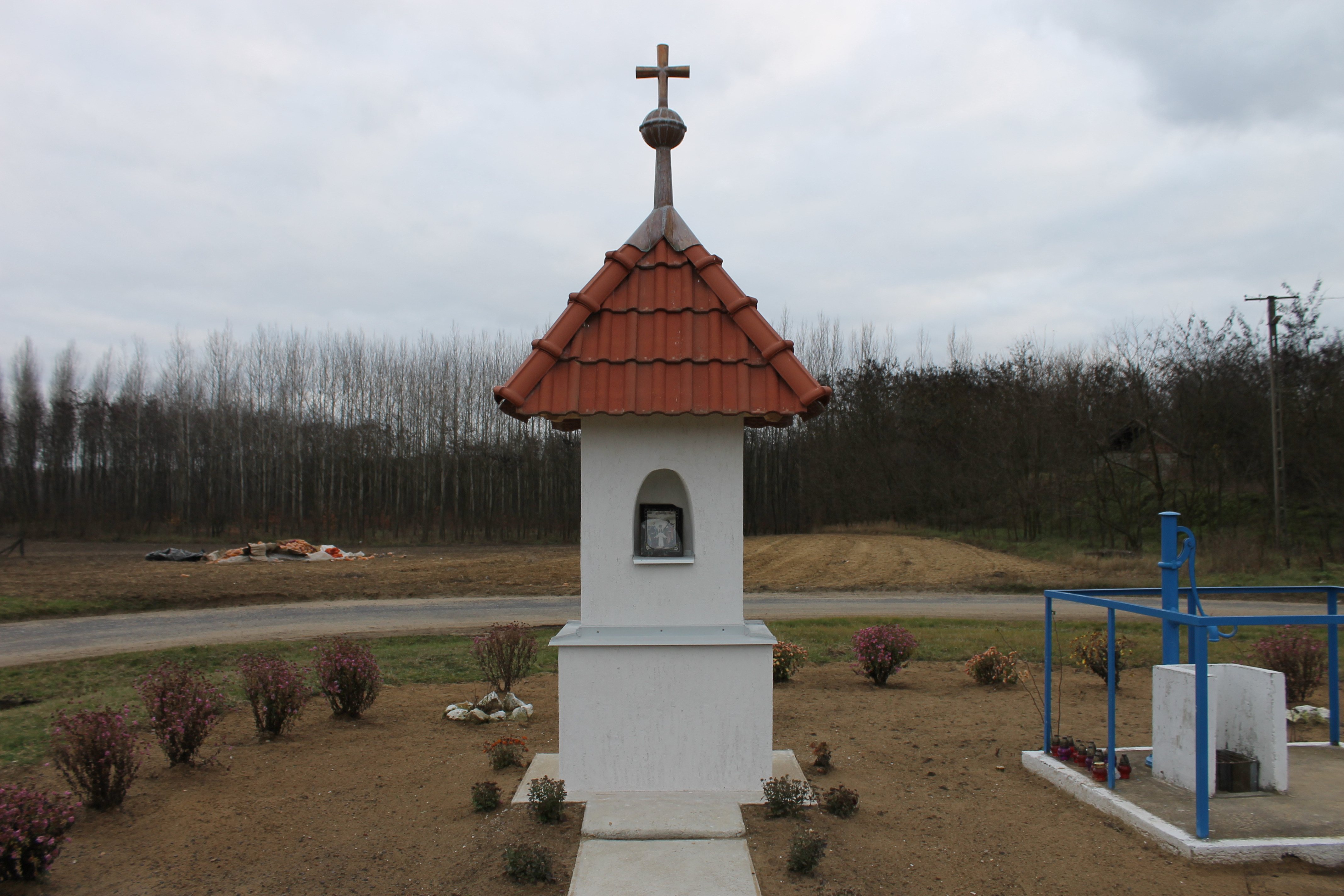
Kút a buszfordulónál
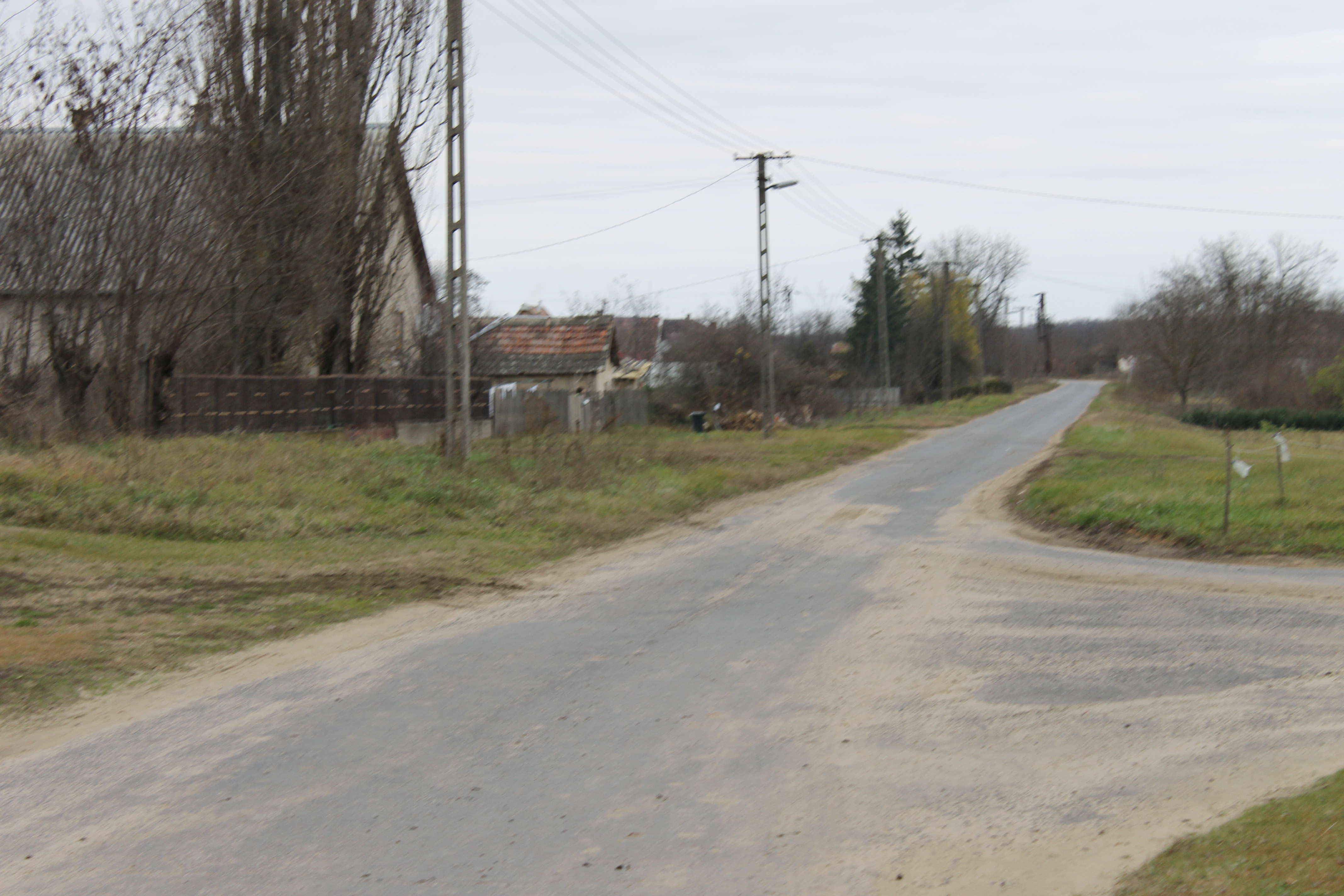
Buszforduló, háttérben a tanyával

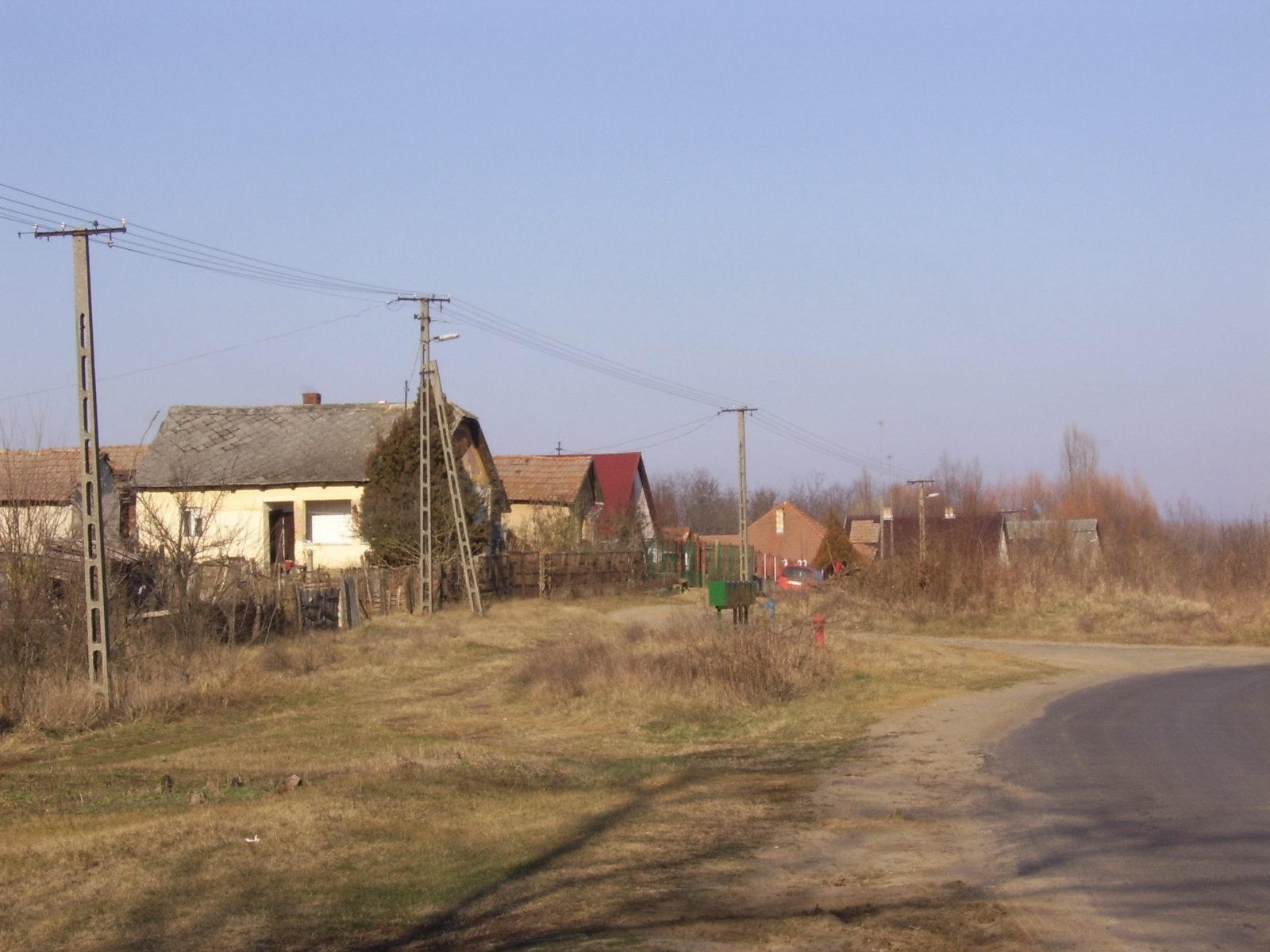
Petritanya
Petritanya Balkány központjától 8,5, Tormáspusztától 1, Bay-tanyától 4, Nagykállótól 23 km-re található. Népessége 44 fő. A Petri család birtoka volt.
Tormáspuszta
Tormáspuszta (közkeletű nevén Tormás) Balkány központjától 9, Jármy tanyától 3,5, Béke-teleptől 4, Hajdúsámsontól 14 km-re (földúton), Nagykállótól 23 km-re található 51 lakosú tanyahely. Vonzásköréhez tartozik még Petritanya, Déssytanya, Nádas, Nagymogyorós és Trombitás is. Az előbbi hárommal egybe épült az évek során, így, mivel jelzőtáblák nem jelzik, egy nagy városrésznek tekinthető.
Nevezetességei:
- Ökumenikus imaház
- Temető a Balkány felé vezető út mellett
- Az egykori termelőszövetkezet

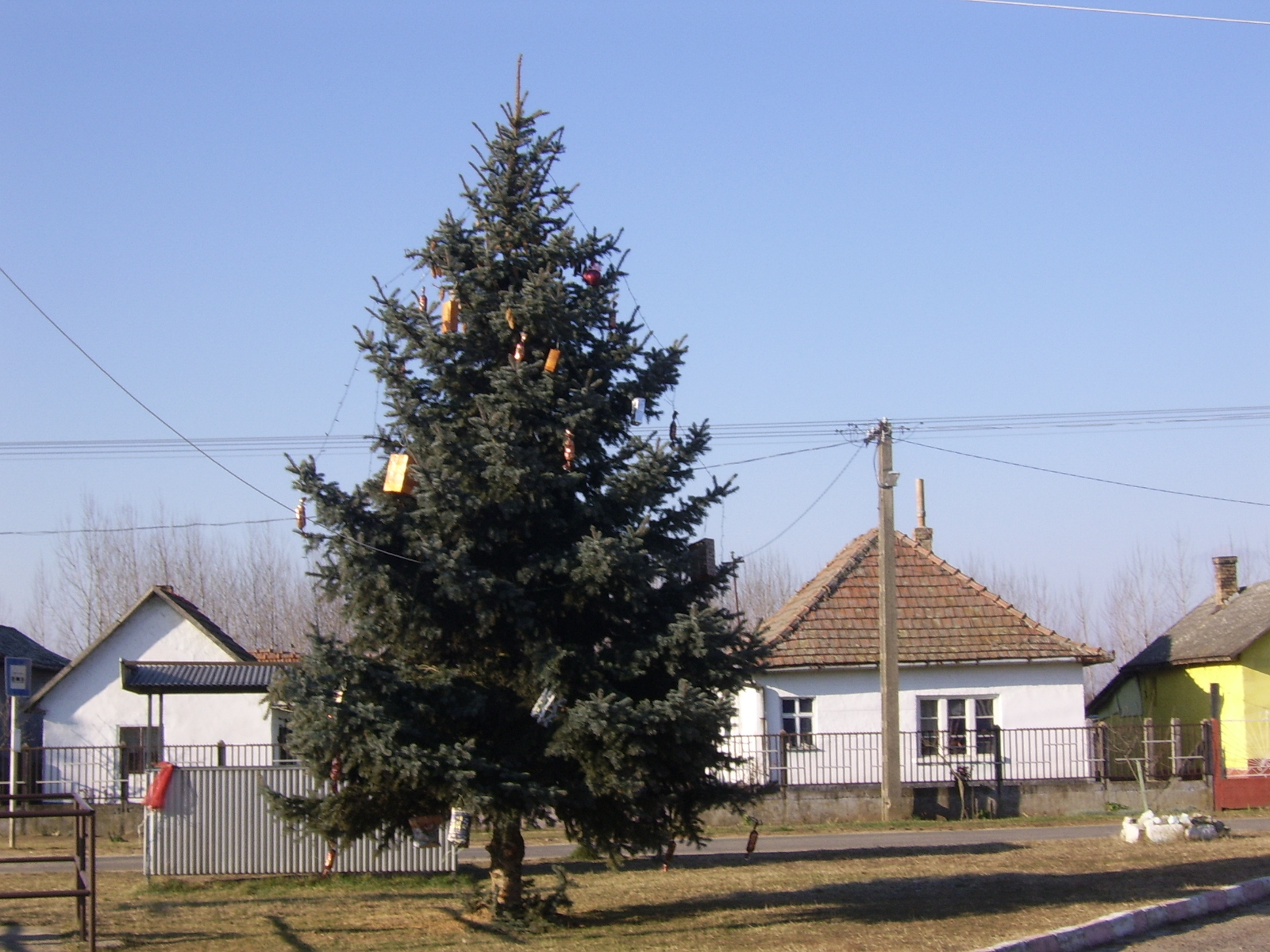
A díszbe öltözött fenyőfa 2008-ban
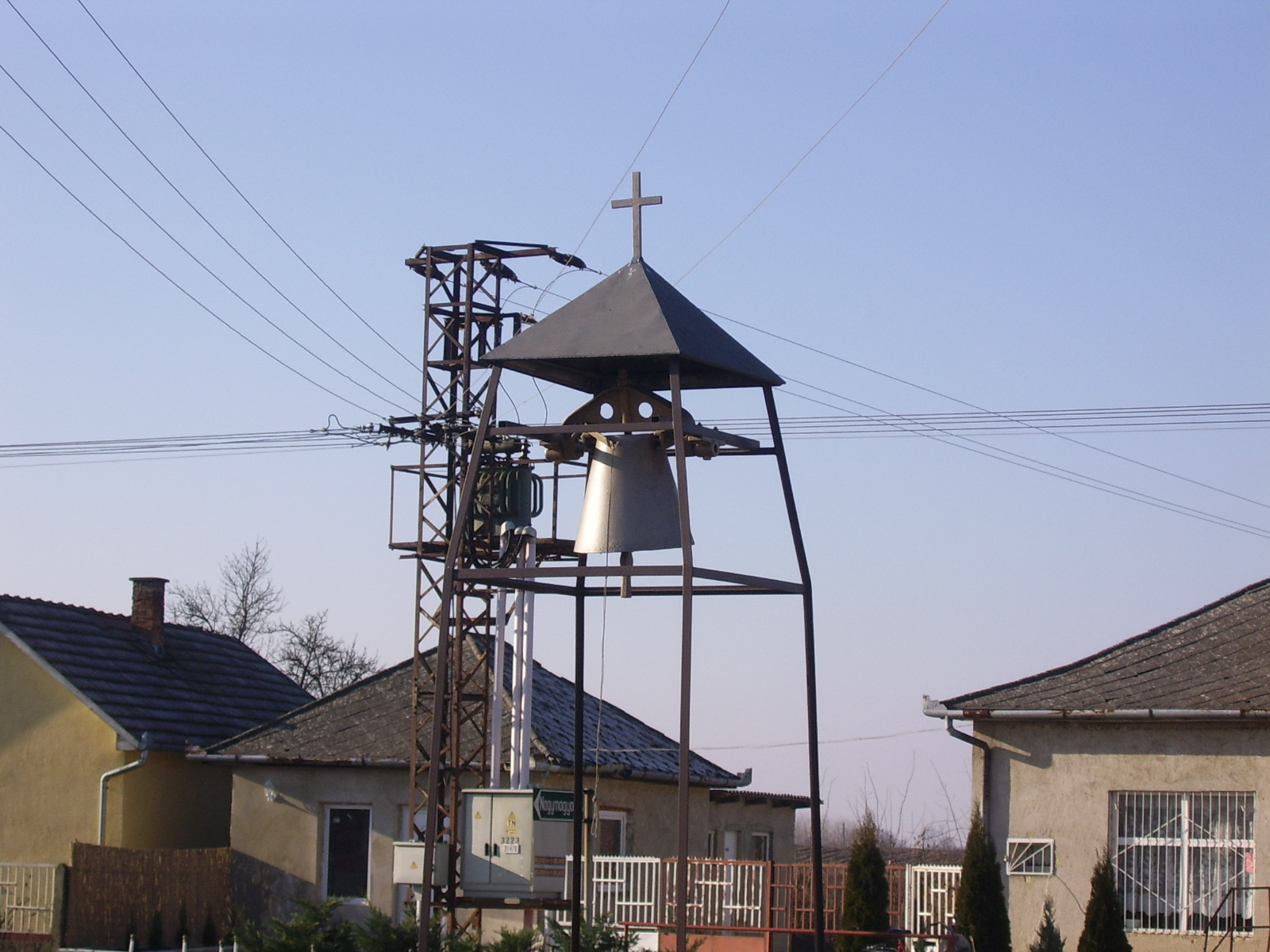
A harangláb, a fenyőfa mellett
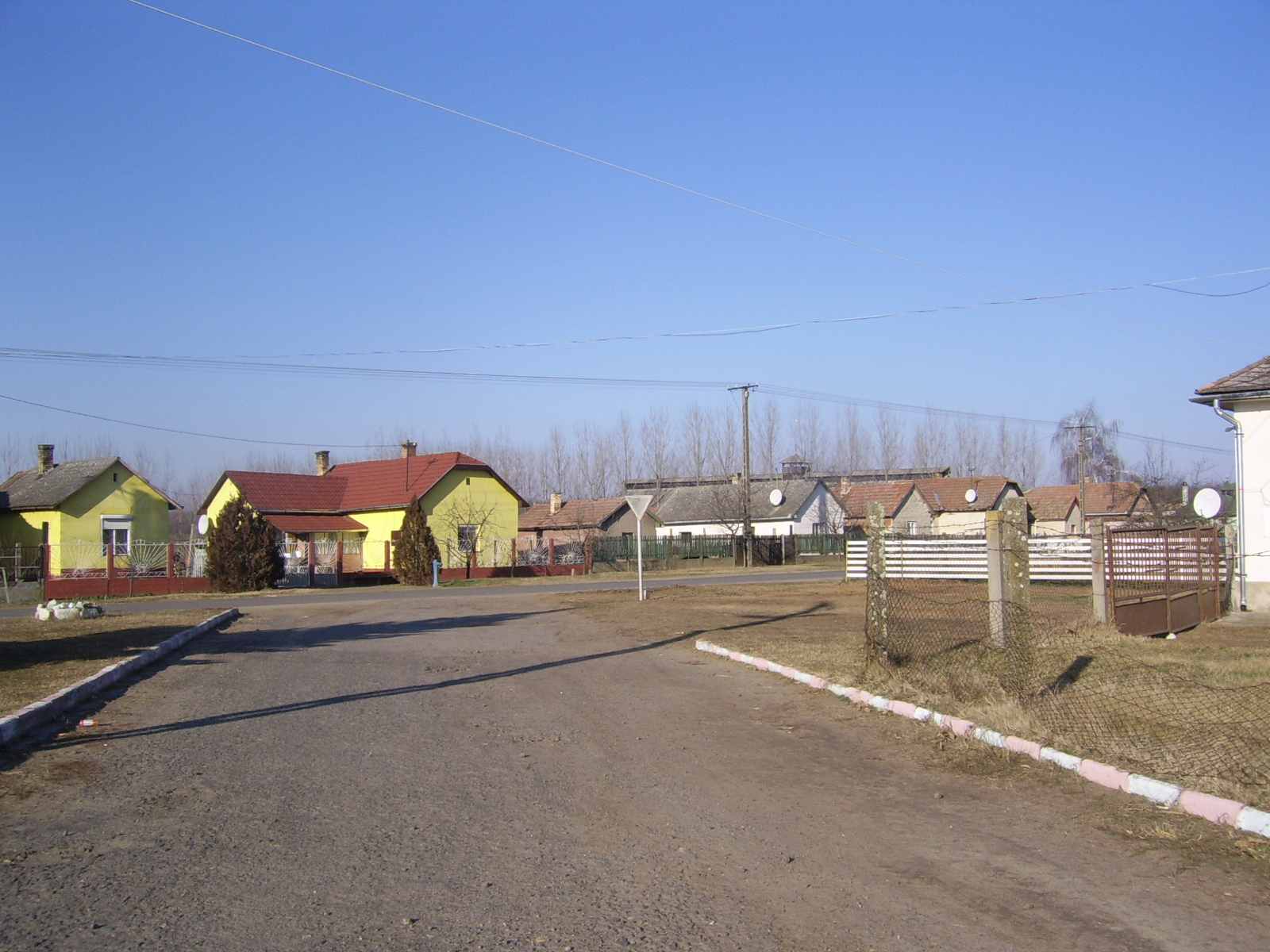
A nagymogyorósi út vége (balra harangláb, jobbra imaház)
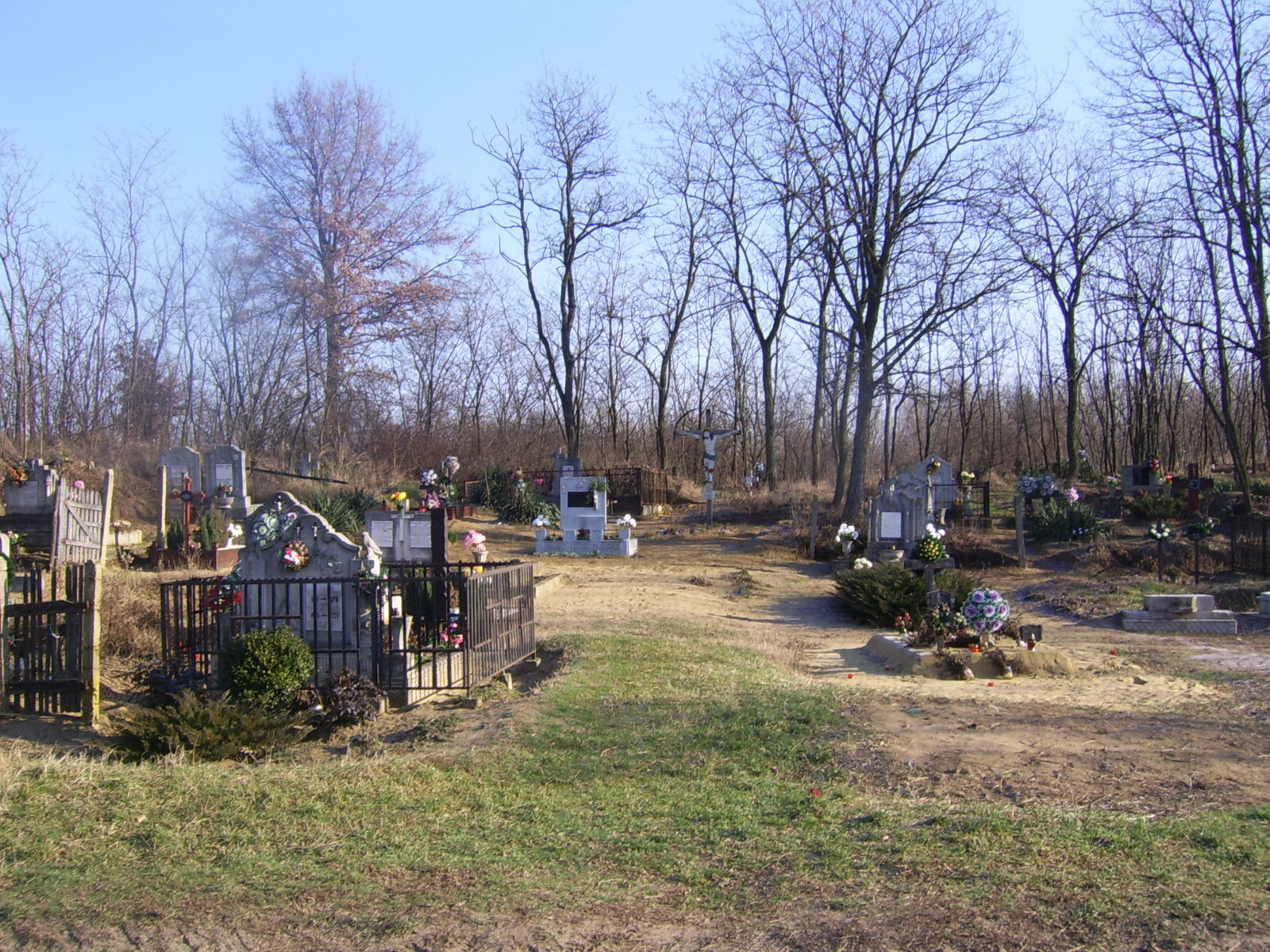
Temető
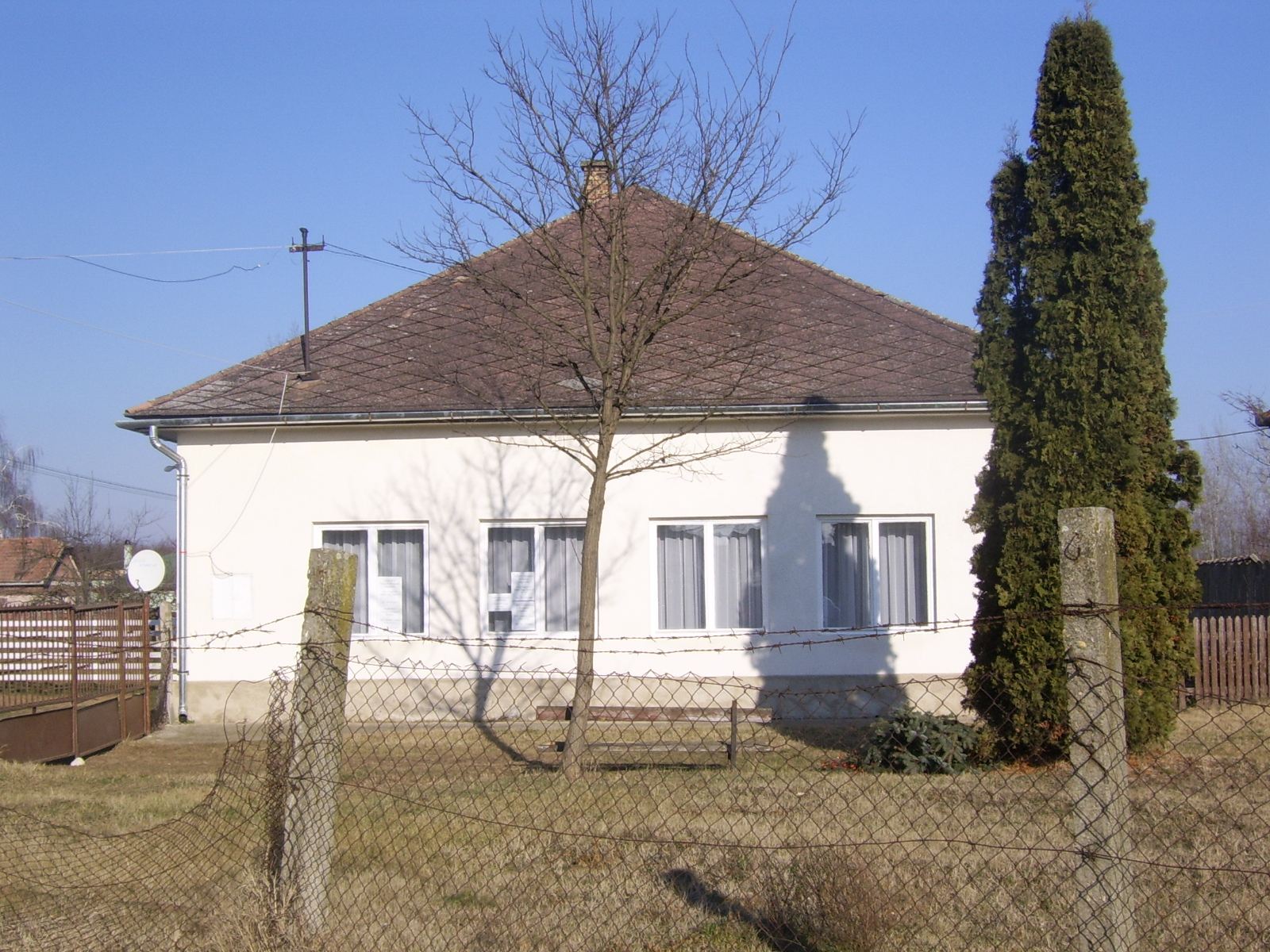
Ökumenikus imaház

Trombitás 
Trombitás Balkány központjától 13, Tormáspusztától 4, Nagymogyoróstól 3, Abapusztától 7, Nagykállótól 27 km-re fekszik. Népessége 2 fő, ezzel Balkány leggyérebben lakott városrésze.
Ungár 
Ungár Balkány központjától 5,2, Kenderestanyától 1, Vecsertanyától 1, Nagykállótól 20 km-re található. Hozzácsatolták Vecserhez, lakosságát lásd ott.
Vecser
Balkány központjától 7,5, Ungártól 1, Abapusztától 4, Nagykállótól 20 km-re található. Lakossága: 27 fő.